# 후카마촌 (지바현)
후카마촌(布鎌村)은 지바현 인바군에 일찍이 존재했던 촌이다.

## 지리
현재의 사카에정 서부에 위치한다.
구카라토네강의 홍수를 겪은 지역이었기 때문에 고리 모양이 형성되어 있고, 주거는 '물무덤'의 형태를 취하고 있으며, 주거지 주변에는 방풍과 토사 유출을 방지하는 '저택 숲'이 심어져 있었다. 후카마촌 지역에서는 넓은 논밭 속에 물무덤이 있는 저택이 점재하는 특징적인 경관을 볼 수 있으며, 인사이시 모토노촌과 함께 '지바 문화경관'으로 등록되어 있다.

## 역사
- 1889년 4월 1일 - 정촌제 시행에 수반해 인바군 후카마촌이 성립하였다.
- 1955년 12월 1일 - 아지키정과 합병해, 사카에정이 성립하여, 소멸하였다.

## 인구
| 1891년 | 2,295 |
| 1950년 | 2,665 |

## 참고문헌
- 角川日本地名大辞典編纂委員会『角川日本地名大辞典 12 千葉県』、角川書店、1984年 ISBN 4-04-001120-1